# زرق يفعي أولي
زرق يفعي أولي (بالإنجليزية: Primary juvenile Glucoma)‏ هو ماء أزرق يحدث في العين نتيجة لزيادة ضغط العين ويكون واضح عند الولادة أو في خلال السنوات القليلة الأولى في حياة الطفل. يحدث نتيجة مشاكل أثناء تكوين زاوية الغرفة الأمامية بالعين والتي بدورها تعرقل عملية خروج السائل المائي الموجود بالعين وهذا مع عدم وجود أي مشاكل أخرى بأجهزة الجسم ولا مشاكل أخرى بالعين.

## مقدمة
المتفق عليه أن الطفل الذي يعاني من زرق يفعي أولي يُحَول أولاً إلى طبيب الرمد بسبب شكوى واحدة ظاهرة وهي استقساء القرنية. وتوجد ثلاثة أعراض ملازمة لهذا المرض ولكن يبدأ ظهورها بعد استقساء القرنية وهم: الدماع، وتشنج الجفن، والتحسس من الضوء.

### أمراض أخرى ملازمة له
يوجد مرضان كثيراً ما يتلازم وجودهما مع الجلوكوما الخلقية هما: غياب القزحية، متلازمة ستيرج ويبر.

## علم الوراثة
يعد الزرق اليفعي الأولي مرضاً جينياً سائداً. ينتج من خلل في وظيفة بروتين ميوسيلين. وهذا بسبب تغيرات جينية حدثت في الجين المسؤول عن تكوين بروتين ميوسيلين. وهذا يحدث في حوالى 10% من الحالات المصابة بالزرق اليفعي.

## التشخيص
يكون التشخيص عن طريق الأعراض المرضية. حيث يمكن قياس ضغط العين للطفل في عيادة الطبيب باستخدام مقياس توتر العين. عادةً يتراوح ضغط العين الطبيعي للأطفال من11-14 ملليمتر زئبقي. يمكن أن يصاحب هذه الأعراض وجود ضخامة المقلة وخطوط هاب.

### تشخيصات متباينة
توجد أسباب لا تعد ولا تحصى لضبابية القرنية. عادةً تكون عتامة القرنية الناتجة من مشاكل جينية في كلتا العينين. ضخامة القرنية هي حالة يكون فيها قطر القرنية أكبر من المعتاد ولكن العين تكون إلى حد ما طبيعية.

## العلاج
العلاج الأمثل جراحياً وليس دوائياً. إذا كان القرنية صافية فالحل الأمثل يكون شق زاوية العين أو بضع التربيق وإذا كانت القرنية بها شيء من الضباب فالحل الأمثل هو استئصال التربيق. إذا كانت القرنية صافية فأي من الطريقتين يمكن استخدامها وتعطي نفس النتيجة. يمكن إجراء عملية استئصال التربيق وعمل تحويلة إذا فشلت عملية استئصال التربيق أو شق الغرفة الأمامية للعين. يمكن استخدام التخثير الضوئي التدويري في بعض الحالات المستعصية ولكن يُفضل تجنبه لأن له آثار جانبية على الشبكية وعدسة العين.

## علم الأوبئة
في الولايات المتحدة معدل انتشار مرض الجلوكوما الخلقية الأولية هو طفل/10000 مولود، حول العالم يتراوح معدل انتشار المرض من معدلات قليلة كما في ايرلندا الشمالية (1\22000) لمعدلات كبيرة كما في السعودية (1/1250). ثلثا الحالات يكون كلتا العينين. والفرق بين الذكور والإناث يختلف من مكان لآخر. في شمال أمريكا وأوروبا تكون أكثر في الأولاد، بينما في اليابان تكون أكثر في الإناث.

### زرق خلقي
- معدل انتشارها: طفل لكل 1000-1500 مولود.
- في كلتا العينين: في 80% من الحالات.
- أغلب الحالات متفرقة (90%). ومع ذلك فإن النسبة المتبقية (10%) وُجد أنه له ارتباط وثيق بالعائلات والجينات المتوارثة.

## روابط خارجية
- الوراثة المندلية البشرية عبر الإنترنت (OMIM): 231300
- الوراثة المندلية البشرية عبر الإنترنت (OMIM): 137750; Myocilin
- الوراثة المندلية البشرية عبر الإنترنت (OMIM): 137750; CYP1B1
- Juvenile Glaucoma في موقع إي ميديسين